# Vysoká pláň

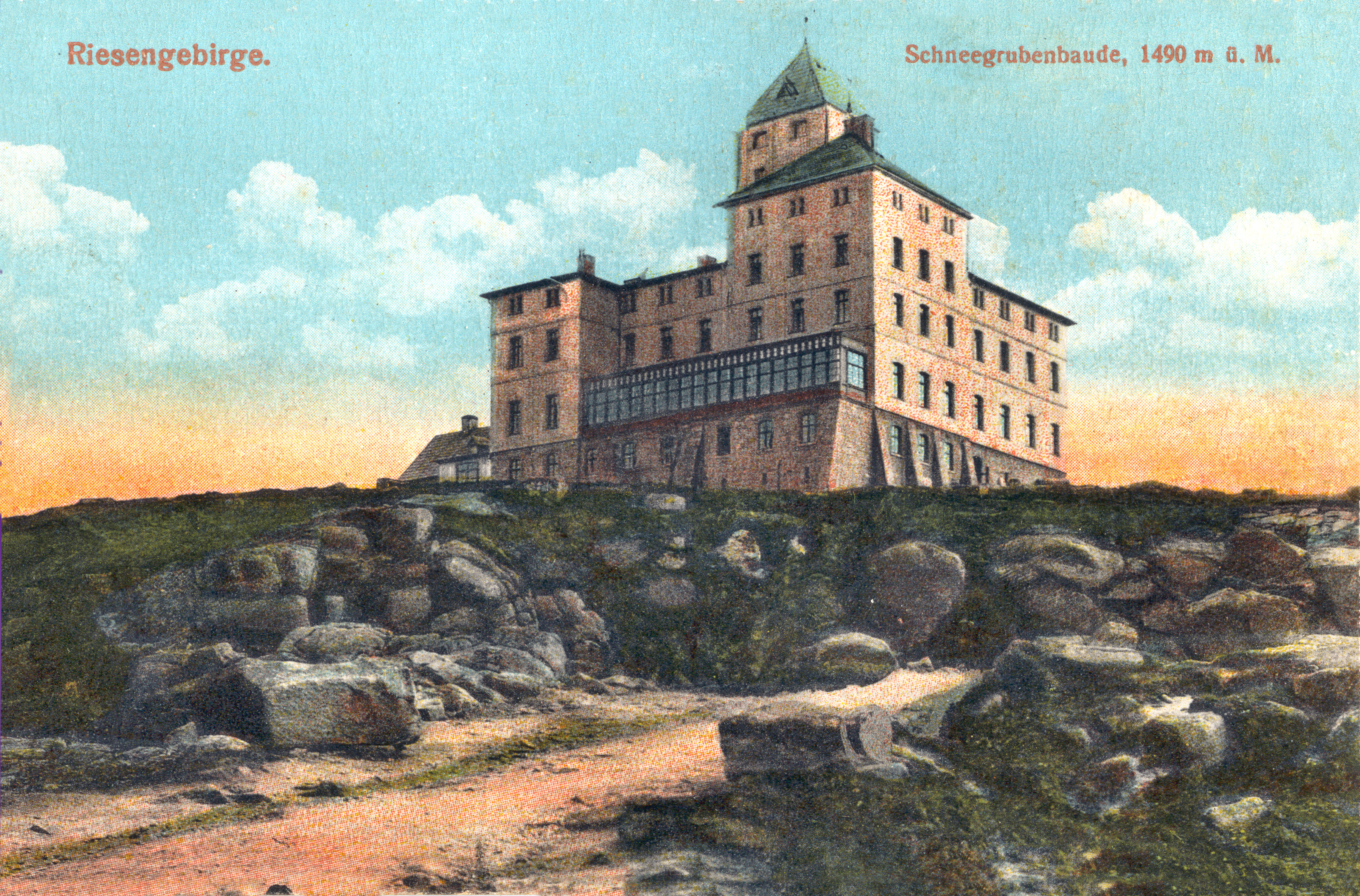
Hotel Schneegrubenbaude počátkem 20. století

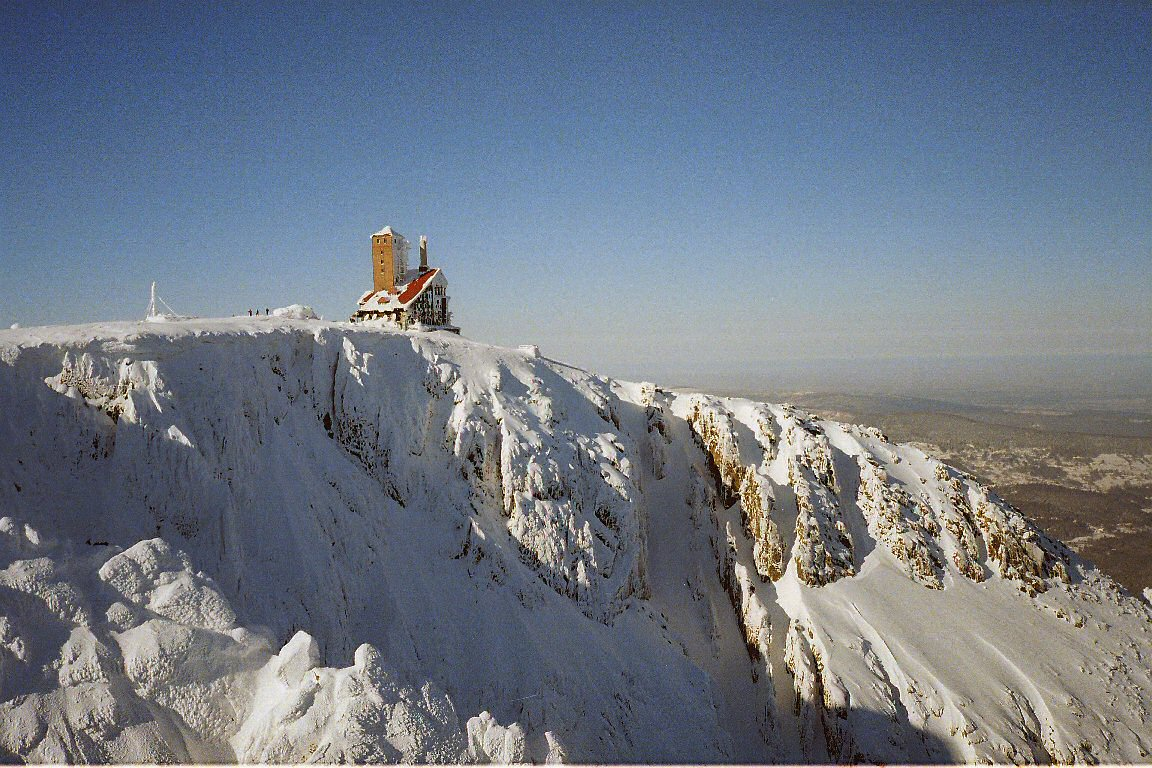
Sněžné jámy a vysílač na Vysoké pláni v zimě

Vysoká pláň je hora v Krkonoších, ležící na česko-polské hranici na Západním Slezském hřbetu mezi Vysokým kolem a Violíkem, asi 7 km SZ od Špindlerova Mlýna. Na polské straně vrcholu stojí Vysílač Sněžné jámy, asi nejzajímavější (a určitě nejnepřehlédnutelnější) stavba na hřebenech Krkonoš.

## Vrchol
Nejvyšší bod ve výšce 1497 m tvoří vrchol skaliska Krakonošova kazatelna, ležícího již na polské straně, bezprostředně u budovy vysílače. Na českém území dosahuje nejvyšší bod nadmořské výšky 1490 m a nachází se jihozápadně od budovy vysílače. Vrcholová část je plochá a porostlá řídkou klečí.

## Přístup
Vysoká pláň je přístupná po červeně značené cestě česko-polského přátelství nebo po žlutě značené cestě od Labské boudy.

## Historie vysílače
V roce 1837, tj. v počátcích krkonošské turistiky, byla v těchto místech postavena budka s občerstvením a útulkem pro 2 osoby, svého času první krkonošská stavba určená výhradně pro turistické účely. Po roce 1858 zbudovaný kamenný dům s restaurací pro 50 lidí už umožňoval nocleh pro 21 osob. V letech 1896–97 byl z iniciativy rodu Schaffgotschů postaven několikapatrový luxusní horský hotel Schneegrubenbaude s vyhlídkovou věží, se 44 dvoulůžkovými pokoji a několika jídelnami. Za druhé světové války se hotel stal rekreačním zařízením německé Luftwaffe. Po roce 1945 se budově začalo říkat Wawel, pro její podobnost s krakovským královským hradem. V roce 1950 zprovoznil Polský klub turistů PTTK v bývalém hotelu bufet a pouze několik lůžek, který sloužil do roku 1960, kdy byl na zbořeništi zdí bývalého hotelu zřízen provizorní TV vysílač pro přenos signálu z olympijských her v Římě. Současnou podobu získala budova po přestavbách v letech 1960–1964 a 1974–1978.

## Sněžné jámy
Sněžné jámy (německy Schneegruben, polsky Śnieżne Kotły) jsou mohutné ledovcové kary na severním a východním svahu Vysoké pláně. Jáma na severním svahu se jmenuje Malá Sněžná jáma (polsky Mały Śnieżny Kocioł), 550 m dlouhá, 400 m široká a 300 m hluboká, na východním svahu je Velká Sněžná jáma (polsky Wielky Śnieżny Kocioł), 800 m dlouhá, 600 m široká a 300 m vysoká, na jejímž dně se nacházejí ledovcová jezírka Śnieżne Stawki. Sněžné jámy jsou výborným příkladem alpské krajiny, zastoupené řadou vzácných rostlin (např. lomikámen sněžný, lomikámen vstřícnolistý aj.).